# Financial Access Initiative
Die Financial Access Initiative (FAI) ist ein US-amerikanisches Forschungszentrum, dessen Forschung sich mit der Frage beschäftigt, wie Finanzdienstleistungen besser die Bedürfnisse von armen Haushalten erfüllen und die Leben armer Menschen verbessern könnten. Eine zentrale Rolle kommt hierbei dem Zugang armer Haushalte zu fairen und nützlichen Finanzdienstleistungen zu. Institutionell ist die Financial Access Initiative an die New York University gebunden.

## Geschichte
Die Financial Access Initiative wurde 2006 durch die Ökonomen Jonathan Morduch (New York University), Dean Karlan (Yale University) und Sendhil Mullainathan (Harvard University) an der Robert F. Wagner Graduate School of Public Service der New York University gegründet. Die Erstfinanzierung des Forschungszentrums in der Höhe von fünf Mio. USD wurde durch die Bill and Melinda Gates Foundation gestiftet. Zusätzlich erhält die FAI weitere Geldmittel von der American International Group (AIG), die insbesondere einer Forschungsinitiative im Bereich Mikroversicherung zugutekommen.

## Forschung
Bisher richtet sich die Forschung der FAI vor allem auf den Themenbereich Ersparnis. Diesbezüglich betrachtet die FAI vier Fragen in Hinblick auf arme Haushalte:
- (1) Wieso sparen? Auf den ersten Blick sollte es offensichtlich erscheinen, dass arme Familien nicht sparen können. Wenn sie arm sind, dürften arme Haushalte so sehr mit unmittelbaren Bedürfnissen konfrontiert sein, dass Vorsorge für die Zukunft Luxus darstellt. Empirische Forschung der FAI widerspricht jedoch dieser Annahme und identifiziert verhaltensökonomische Faktoren, Transaktionskosten und kulturelle Effekte als wichtige Ursachen dafür, dass arme Familien weniger sparen als sie könnten.[3]

- (2) Können Ersparnisse profitabel erbracht werden? Die Bereitstellung von Ersparnissen hat im Gegensatz zu Krediten keine eingebaute Rendite, um die Erzeugungs- und Verwaltungskosten der Finanzdienstleistung zu decken. Forschung der FAI ergab in diesem Zusammenhang, dass Banken häufig deshalb keine Finanzdienstleistungen für Arme anbieten, weil deren Bankkonten aufgrund der die Zinsen übertreffenden Verwaltungskosten unrentabel wären. Die Verwaltung von spezifisch für Arme entwickelte Bankkonten mittels moderner Technologie könnte angesichts Skaleneffekte eine Lösung darstellen. Ebenso kommt Produktinnovation im Bereich der Finanzdienstleistungen, welche bspw. die psychologischen Effekte von sozialen Netzwerken nutzen, um das Risiko (und somit auch die Risikoprämie) von Finanzdienstleistungen zu verringern, eine wichtige Rolle zu.[4]

- (3) Was sind wichtige neue Ideen bezüglich des Sparens? Die FAI betrachtet sowohl die Entwicklung von Innovation in sparfreundlichen Finanzdienstleistungen allgemein sowie zwei spezifische Bereiche, die in der Gegenwart ein hohes Maß an Innovation erfahren haben: Mobile-Banking und Behavioral Finance.[5]

- (4) Wie sparen Haushalte? Die Einschätzung des Ausmaßes und der Nutzung von Ersparnissen durch die Armen wurde lange Zeit durch eine begrenzte Auffassung der Definition von Ersparnissen behindert, in welcher lediglich langfristige Geldanhäufungen auf Bankkonten als Sparen anerkannt werden. Forschung der FAI in Zusammenarbeit mit Daryl Collins ergab, dass arme Haushalte eine Vielzahl kurzfristiger Sparmechanismen nutzen. Hierzu gehören unter anderem Bildungsinvestitionen für den Nachwuchs, durch die Familie geführte Mikrounternehmen und Investitionen in langfristig werthaltige Güter (z. B. Schmuck oder Vieh).[6]